# Limnephilus lithus
Limnephilus lithus là một loài Trichoptera trong họ Limnephilidae. Chúng phân bố ở miền Tân bắc.